# Fair Oaks, Kalifornien
Fair Oaks är en ort (CDP) i Sacramento County, i delstaten Kalifornien, USA. Enligt United States Census Bureau har orten en folkmängd på 30 912 invånare (2010) och en landarea på 28 km².